# 海词
海词（英語：Dict.cn；又称：海词词典；前称：海词网），是词海信息技术推出的在线词典。

## 历史
- 2003年，范剑淼创办海词网。
- 2009年，成立词海信息技术。